# Sulzbach am Main

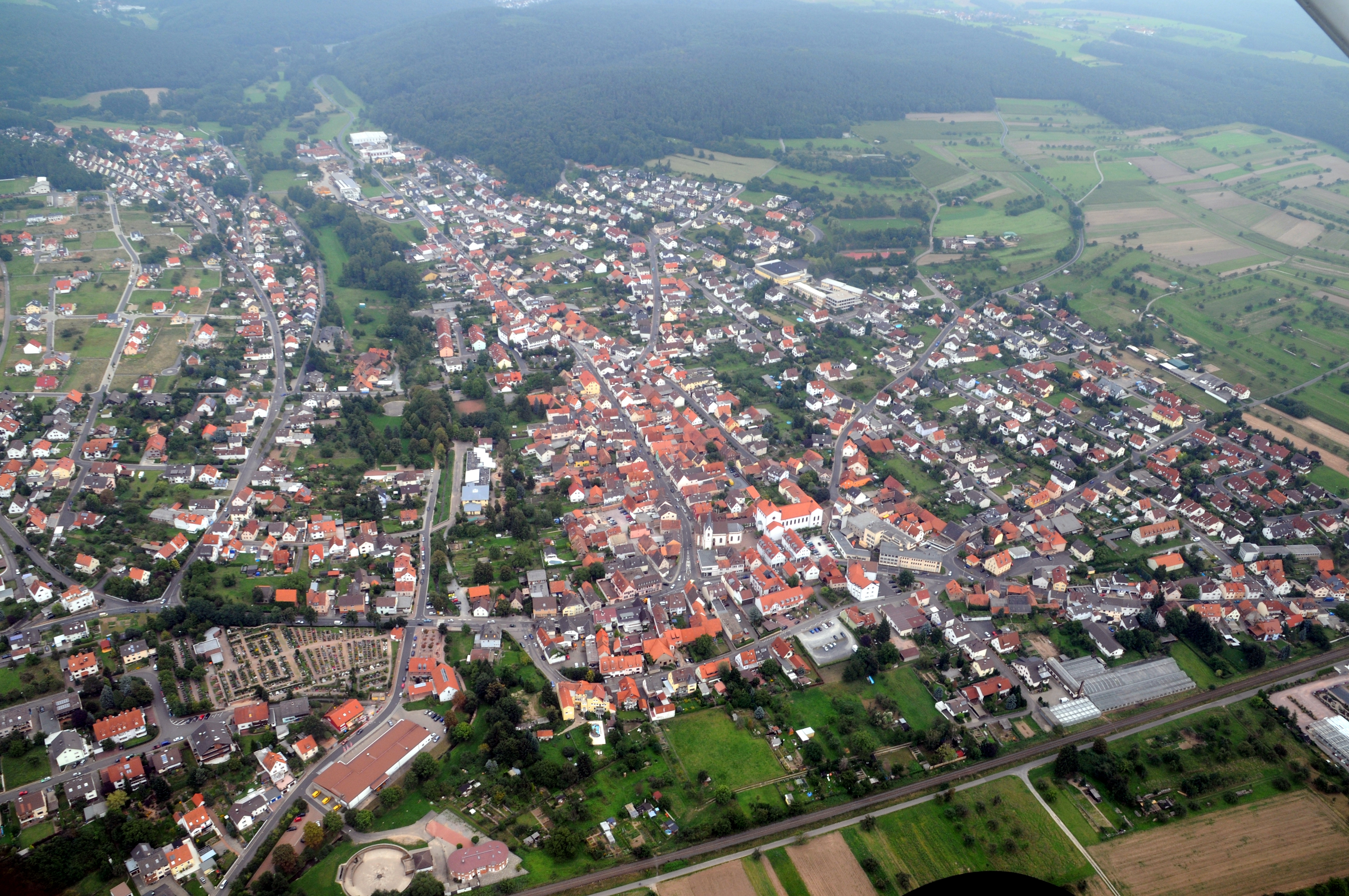
Luftbild 2008

Sulzbach am Main (amtlich: Sulzbach a.Main) ist ein Markt im unterfränkischen Landkreis Miltenberg, liegt rund 7 km südlich von Aschaffenburg am Westrand des Spessarts und mit Ausnahme des rechtsmainischen Teils der Niedernberger Gemarkung direkt am Main.

## Geografie

### Höchster und niedrigster Punkt
Der topographisch höchste Punkt der Gemeinde befindet sich mit 432 m ü. NHN (Lage) am Gipfel des Pfaffenberges, der niedrigste liegt im Main auf 112,5 m ü. NHN (Lage).

### Gemeindegliederung
Sulzbach hat drei Gemeindeteile (in Klammern der Siedlungstyp):
- Dornau (Kirchdorf)
- Soden (früher auch: Bad Sodenthal) (Pfarrdorf)
- Sulzbach (Hauptort)

### Nachbargemeinden
|                        | Stadt Aschaffenburg                         | Gemeinde Bessenbach                     |
| Gemeinde Niedernberg   | Kompassrose, die auf Nachbargemeinden zeigt | Forst Hohe Wart (gemeindefreies Gebiet) |
| Gemeinde Großwallstadt | Markt Kleinwallstadt                        | Gemeinde Leidersbach                    |

## Name

### Etymologie
Seinen Namen hat Sulzbach vom gleichnamigen Sulzbach, der dem Main im Gemeindegebiet zufließt. Der Zusatz am Main unterscheidet es von weiteren gleichnamigen Orten.

### Frühere Schreibweisen
Frühere Schreibweisen des Ortes aus diversen historischen Karten und Urkunden:
| - 1000 Sulzbahc - 1184 Sulzibah - 1240 Sulatzbach - 1249 Solzpach | - 1305 Solzbach - 1312 Sulzbach - 1888 Sulzbach am Main |

## Geschichte

### Bis zur Gemeindegründung
Funde aus der Jungsteinzeit lassen auf eine Besiedlung des Sulzbachtals bereits 3500 Jahre v. Chr. schließen. Der Ringwall „Altenburg“ auf dem zwischen dem Gemeindeteil Soden und Leidersbach/Ebersbach gelegenen Schlossberg diente vermutlich zu allen Zeiten als „Fliehburg“, also als Rückzugsraum bei Gefahr. Bei den zwei Grabungsperioden in den Jahren 2008 und 2009, durchgeführt unter der Leitung des Archäologen Harald Rosmanitz, unterstützt durch die ARGE Altenburg, stellte man anhand der Funde fest, dass die Altenburg schon seit der „Michelsberger Zeit, ca 4000 v. Chr.“, mindestens zeitweise bewohnt war. Sie dürfte bei Gefahr als Rückzugsraum bis ins Mittelalter gedient haben, wie die Funde belegen. In den Jahren 2018 und 2019 wurde durch die ARGE die Anlage teilrekonstruiert. Es wurden ein Stück der „Pfostenschlitzmauer“ und ein „Keltenhaus“ wieder aufgebaut. Das Keltenhaus ist museal eingerichtet, so dass der Besucher einen Einblick erhält, wie die Kelten damals lebten. Diverse Hinweistafeln informieren die Besucher über die geschichtliche Bedeutung der Altenburg.
Während der Römerzeit bildeten Main und Limes die Grenze Germaniens zum von den Römern besetzten, auf der gegenüberliegenden Mainseite gelegenen Odenwaldgebiet. In der Folgezeit waren die Stämme der Chatten, Alamannen, Burgunden und Franken im Sulzbachtal ansässig. Wahrscheinlich zur Zeit Karl Martells (714–741) wurde die auf Sulzbacher Ortsgebiet gelegene, später im Dreißigjährigen Krieg zerfallene Gemeinde Ruchelnheim gegründet. Noch in der Zeit der Karolinger entstanden die am Lauf des Sulz- bzw. Leidersbachs gelegenen Orte Sulzbach, Ebersbach, Leidersbach und Roßbach; wahrscheinlich geht auch die Besiedlung des heutigen Ortsteils Soden auf die späte Karolingerzeit zurück.
Sulzbach und Soden waren der dem Stift St. Peter und Alexander in Aschaffenburg untergeordneten Pfarrei von Ruchelnheim zugeordnet. Die erste urkundliche Erwähnung Sulzbachs im Jahr 1184 geht auf ein Dokument Papst Lucius III. zurück, in dem ein curtem in Sulzibah (Hof in Sulzbach) unter den Gütern des Aschaffenburger Stifts aufgeführt wird.
Ab Mitte des 13. Jahrhunderts gehörte Sulzbach zur Centena Ascaffinburg, der Zent Aschaffenburg, an deren Stelle im 15. Jahrhundert die Zent vorm Spessart trat. Bis zum Reichsdeputationshauptschluss von 1803 unterstand Sulzbach der Herrschaft des Erzstifts Mainz und lag dort auf dem Gebiet der Amtsvogtei Kleinwallstadt im Vizedomamt Aschaffenburg.
Danach war es Teil des neu gegründeten Fürstentums Aschaffenburg, das für die Jahre 1810 bis 1813 im Großherzogtum Frankfurt aufging. In dieser Zeit gehörte Sulzbach als eine Mairie zur Districtsmairie Kleinwallstadt des Departements Aschaffenburg. 1812 hatte Sulzbach 137 Feuerstellen und 690 Einwohner. Maire und Landzöller war Peter Schwarzkopf. Seine Adjuncte hießen Johann Adam Fries und Johann Adam Lebert. Schullehrer war M. J. Poll. Joachim Sartorius war der Pfarrer. Die Kapläne hießen Michael Reinhard und Anton Reinhard.
Infolge des Pariser Vertrages vom 3. Juni 1814 kam Sulzbach zusammen mit dem Gebiet des früheren Fürstentums Aschaffenburg am 26. Juni 1814 zur Krone Bayern. Dort gehörte Sulzbach ab 1817 zum Landgericht III. Klasse Kleinwallstadt, Fürstentum Aschaffenburg, Unter-Mainkreis. Im Zuge der Verwaltungsreformen in Bayern entstand mit dem Gemeindeedikt von 1818 die Landgemeinde Sulzbach.

### 19. und 20. Jahrhundert
Wie in den übrigen Spessartgebieten führte die Zersplitterung der Anbauflächen, verursacht durch das Mainzer Erbrecht, im 18. und 19. Jahrhundert auch in Sulzbach zu einer Verschlechterung der wirtschaftlichen Lebensverhältnisse. Erst mit dem Aufkommen der Industrie in Aschaffenburg und der Eröffnung der Bahnlinie Aschaffenburg-Miltenberg 1876 setzte eine Verbesserung der Situation ein.
Nach Auflösung des Landgerichtes Kleinwallstadt 1828, kam Sulzbach zum Landgericht I. Klasse Obernburg. Mit dessen Vereinigung mit dem Landgericht Klingenberg, 1862, wurde das Bezirksamt Obernburg gebildet, auf dessen Verwaltungsgebiet Sulzbach lag. Wie überall im Deutschen Reich wurde 1939 die Bezeichnung Landkreis eingeführt. Sulzbach war nun eine der 35 Gemeinden im Landkreis Obernburg am Main (Kfz-Kennzeichen OBB). Mit Auflösung des Landkreises Obernburg kam Sulzbach 1972 in den neu gebildeten Landkreis Miltenberg (Kfz-Kennzeichen MIL).
Die Erhebung der Gemeinde zum Markt erfolgte am 25. Mai 1973.
In der Endphase des Zweiten Weltkrieges wurde Sulzbach zum Kampfgebiet. In der Karwoche 1945 fielen in dem Ort 11 Deutsche und mindestens 6 US-Amerikaner. Durch Artilleriebeschuss der US-Amerikaner und starkem Feuer deutscher Nebelwerfer vom Sulzberg und Benzberg wurden bei den Kampfhandlungen in der Schlacht um Aschaffenburg zudem 8 Zivilisten, davon 4 Kinder, getötet.

### Eingemeindungen
Im Zuge der Gebietsreform in Bayern wurde am 1. Juli 1971 die Gemeinde Dornau und am 1. Juli 1972 die Gemeinde Soden eingegliedert.

### Einwohnerentwicklung
Im Zeitraum 1988 bis 2018 stieg die Einwohnerzahl von 5785 auf 7230 um 1445 Einwohner bzw. um 25 %.
Quelle: BayLfStat

## Politik

### Bürgermeister
Von 2018 bis 2023 war Martin Stock 1. Bürgermeister. Am 28. Januar 2024 wurde Markus Krebs (FWG) mit 78,8 % der Stimmen zum 1. Bürgermeister gewählt.

### Gemeinderat
Der Marktgemeinderat hat 20 Sitze; dieser ist seit 2020 wie folgt zusammengesetzt:
- FWG: 6 Sitze
- CSU: 7 Sitze
- SPD: 3 Sitze
- Grüne/ÖDP/ZAG: 4 Sitze

Weiteres Mitglied des Gemeinderats ist der gesondert gewählte Bürgermeister.

### Jugendrat
Im November 2002 wurde der Sulzbacher Jugendrat als Interessenvertretung der Jugendlichen im Ort gegründet. Der erste Vorsitzende des Gremiums war René Wendland, der dieses Amt bis 2004 ausübte. Nach einer Satzungsänderung wurden Michael Lebert und Markus Krebs zu seinen Nachfolgern gewählt. 2005 schied Lebert aus beruflichen Gründen aus und Anna-Lena Höcker wurde seine Nachfolgerin. An der turnusgemäßen Neuwahl im Oktober 2006 wurden Stefan Götz und Mareen Wendland zu den neuen Sprechern gewählt. Die Jungbürgerversammlung vom 11. April 2011 ergab eine Entlastung der bisherigen Jugendratssprecher. Am 20. April 2011 wurden Lukas Almritter und Atcharawan Maithuk zu neuen Sprechern des Jugendrates gewählt. Dem Jugendrat gehören laut seiner Satzung sieben Mitglieder an. Momentan wird der Jugendrat noch von einer Vereinsvertreterin unterstützt.

### Wappen
| | Blasonierung: „In Rot gekreuzt zwei silberne Salzhaken, zwischen denen oben ein silberner Schild mit drei roten Sparren schwebt; rechts davon ein sechsspeichiges silbernes Rad, links eine silberne heraldische Lilie.“ |
| Wappenbegründung: Die Salzhaken weisen auf die historische Salzgewinnung als Ursprung der Ortsnamen Sulzbach und Soden hin. Das Mainzer Rad (links) erinnert an die bis 1803 währende Territorial- und Grundherrschaft des Erzstifts Mainz, die heraldische Lilie (rechts) geht auf das Wappen des kurmainzischen Adelsgeschlechtes von Sulzbach zurück. Der Schild mit drei roten Sparren (Mitte) ist aus dem Wappen der Herren von Eppstein entnommen, die vom 12. bis zum 15. Jahrhundert wichtigster Grundherr in Sulzbach waren. | |

### Partnerschaften
- Urrugne im Baskenland (Frankreich)

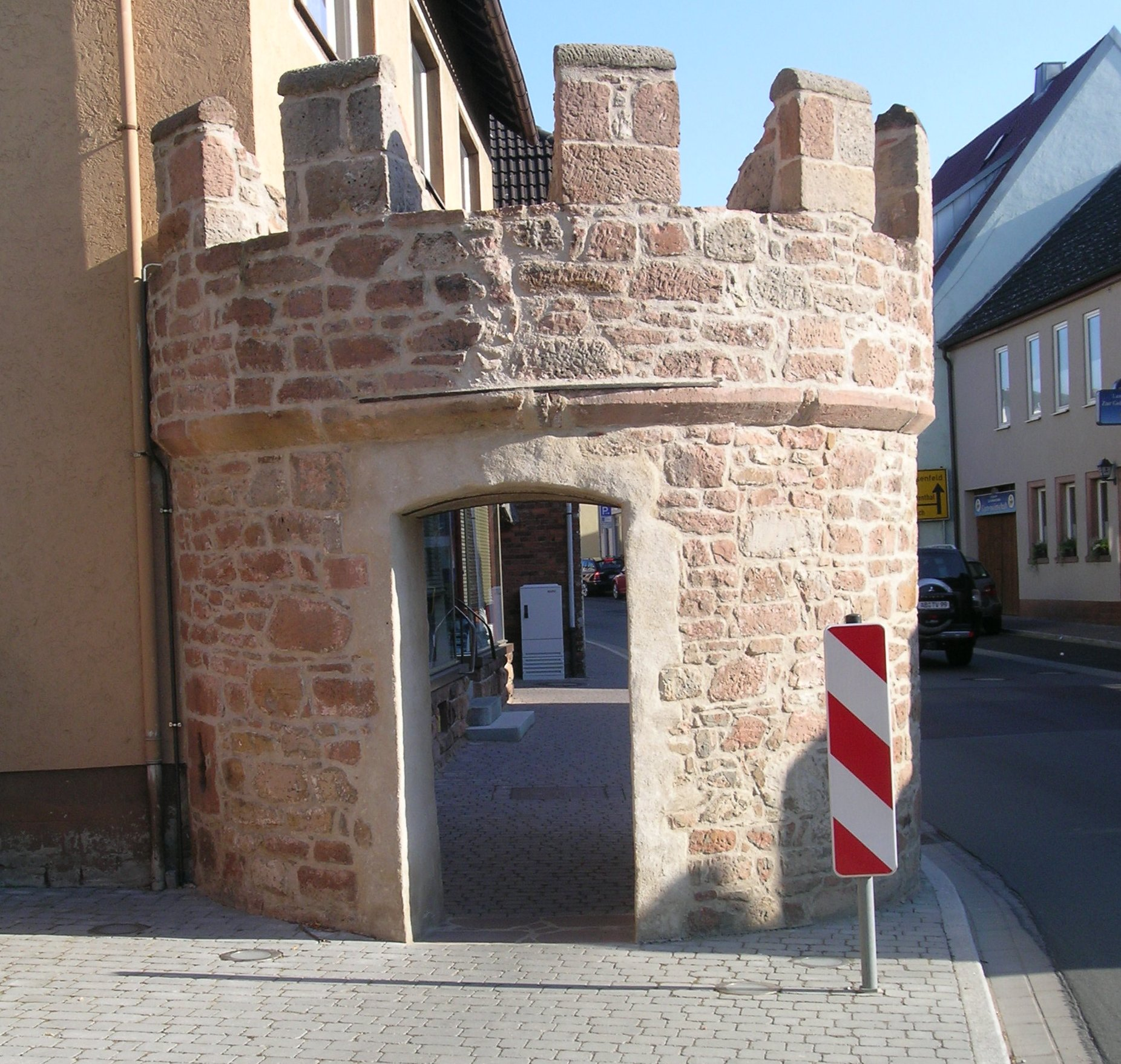
Einer der beiden Rundtürme am nördlichen Tor

## Kultur und Sehenswürdigkeiten

### Ortsbefestigung
Die mittelalterliche Ortsbefestigung ist zu großen Teilen erhalten und wurde 2013 aufwändig restauriert.

## Industrie und Wirtschaft

### Feuerzeugindustrie
Bekannt wurde Sulzbach vor allem durch die Feuerzeugindustrie: Die Ibelo, der größte Feuerzeugproduzent in Europa, hatte in Sulzbach ihren Produktionsstandort und beschäftigte über 300 Mitarbeiter. Die Firma wurde nach dem Krieg von Hermann Zahn wieder gegründet, nachdem die ursprünglichen jüdischen Eigentümer, nach Großbritannien emigriert und nicht wieder zurückgekehrt waren. Das Unternehmen expandierte in der Folgezeit mehrfach. 1986 ging die Firma in Insolvenz und wurde verkauft. Nach Jahren des Leerstands wurde das ehemalige Firmengebäude im Auftrag der Gemeindeverwaltung 2009 abgerissen. Derzeit (2019) werden auf dem ehemaligen Firmengelände noch Altlasten/Schadstoffe aus dem Boden gefiltert. Das Gelände und der anliegende Kreisverkehr soll verschönert werden.

### Textilindustrie
Große Teile der Sulzbacher Bevölkerung arbeiteten in der Sulzbacher Textilindustrie. Durch die allgemeine Lage dieser Branche haben nur noch wenige dieser Firmen bis heute überlebt.

### Andere Industrien
Der Getränkehersteller Sodenthaler wurde im Jahre 1950 gegründet. Seit 1996 gehört das Unternehmen zur Coca-Cola-Gruppe und produziert bis heute im Sulzbacher Ortsteil Soden.
Die Firma Möbel Kempf schaffte in Sulzbach den Sprung vom Kleinunternehmen zum überregional bekannten Möbelhaus.

## Kultur und Bildung

### Sport
Handball
Mit der HSG Sulzbach/Leidersbach war der Markt in der ersten Handball-Bundesliga der Frauen vertreten. Die 1. Damenmannschaft stieg innerhalb von nur vier Jahren von der Verbandsliga in die Handball-Bundesliga auf, der sie für die Saison 2007/08 und 2008/09 angehörte. Nach finanziellen Schwierigkeiten musste der Verein 2009 in die Oberliga Hessen absteigen. Nachdem die Mannschaft im darauf folgenden Jahr aufstieg, konnte sie sich als feste Größe in der 3. Liga etablieren. Im Jahr 2016 stieg sie wieder in die Oberliga Hessen ab.
Fußball
Die beiden Fußballmannschaften im Markt sind der SV Sulzbach und der TSV Soden. TSV Soden spielt mit der 1. Mannschaft derzeit in der Kreisklasse, während Sulzbach in der Saison 2015/16 in die A-Klasse abgestiegen ist. Im Jugendbereich besteht aus den beiden Vereinen die Jugendfördergemeinschaft JFG Untermain Sulzbach.
Kunstradfahren
Ein weiterer überregional bekannter Verein ist der RV Adler Soden, der in seiner Geschichte bereits Deutsche Meister, Europameister und Weltmeister bei den Herren (Korn/Fries; Jurisch/Dreher, Weltmeister im Zweier-Kunstradfahren) und Frauen (Claudia Dreher, Weltmeisterin im Einer-Kunstradfahren) stellte.

## Persönlichkeiten
- Hermann Zahn (1912–1984), Unternehmer (IBELO-Feuerzeuge) und Träger des Bundesverdienstkreuzes (verliehen 1972)
- Werner Zahn, Unternehmer (IBELO-Feuerzeuge) und ehemaliger Ehemann von Marika Kilius
- Franz Joseph Dölger (1879–1940), Religionswissenschaftler und Christlicher Archäologe

## Verkehr
Der Haltepunkt Sulzbach (Main) liegt an der Bahnstrecke Aschaffenburg–Miltenberg. Durch den Ort führt die Staatsstraße 2309.

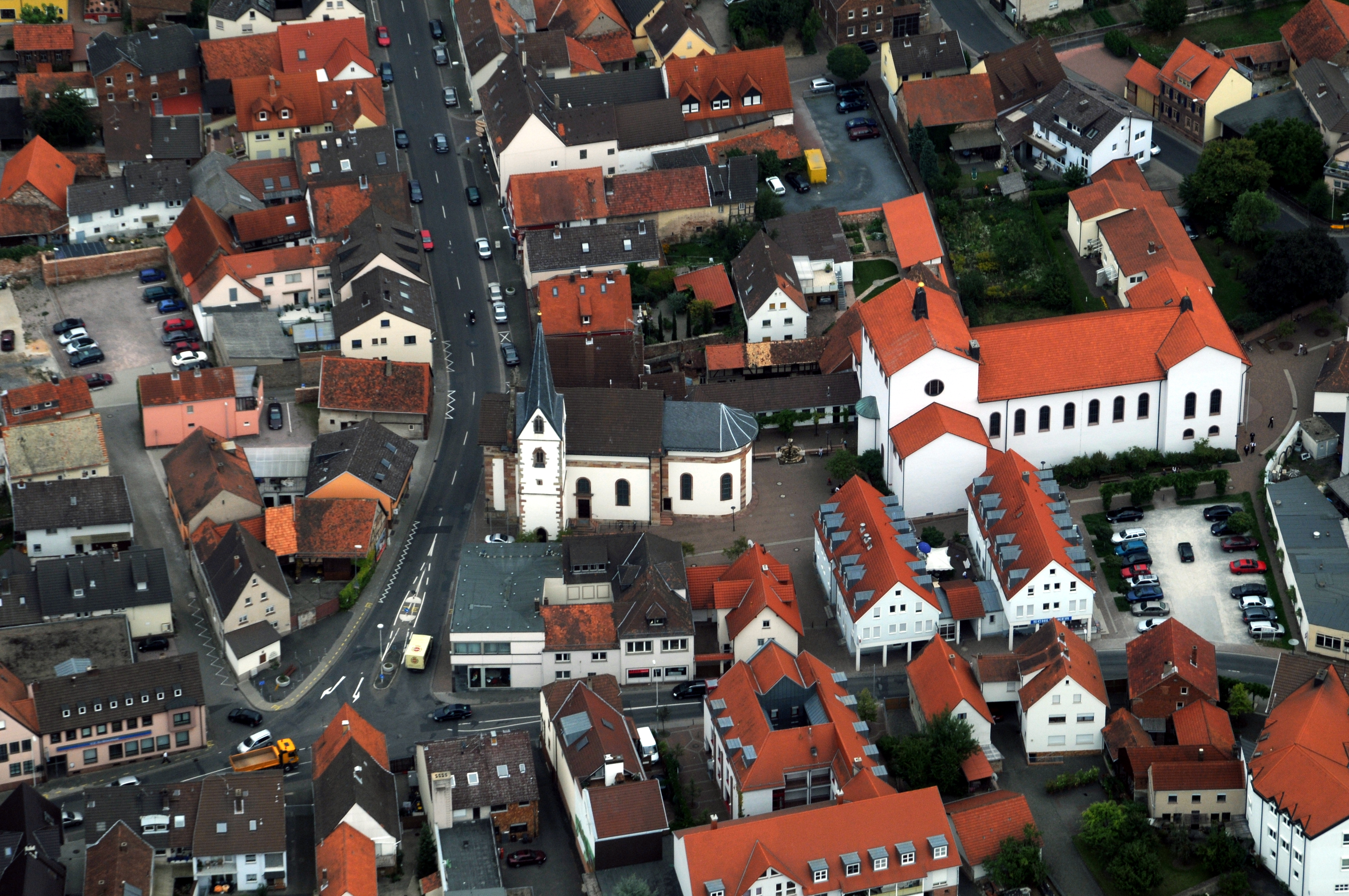
Ortszentrum
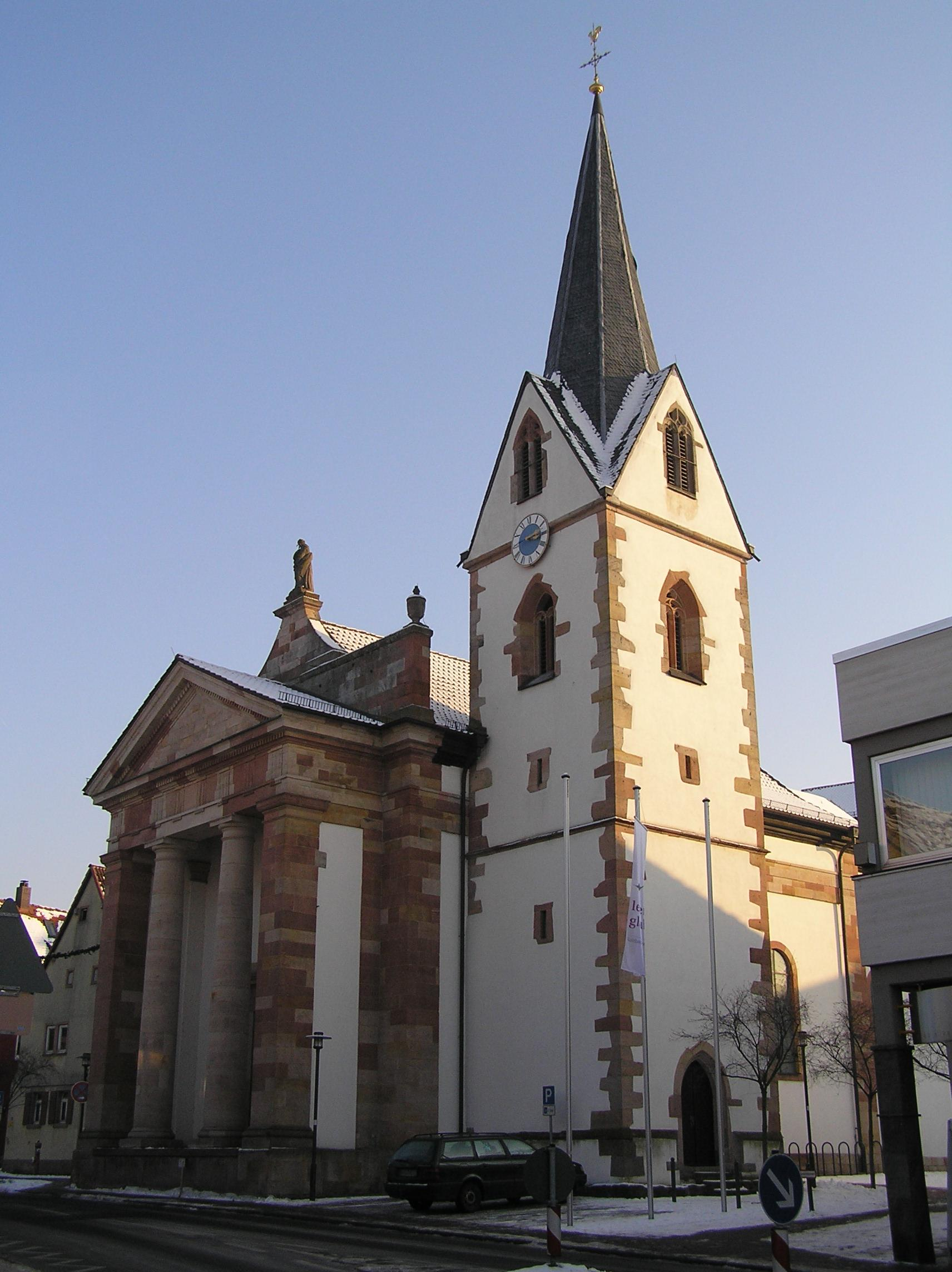
Alte Pfarrkirche
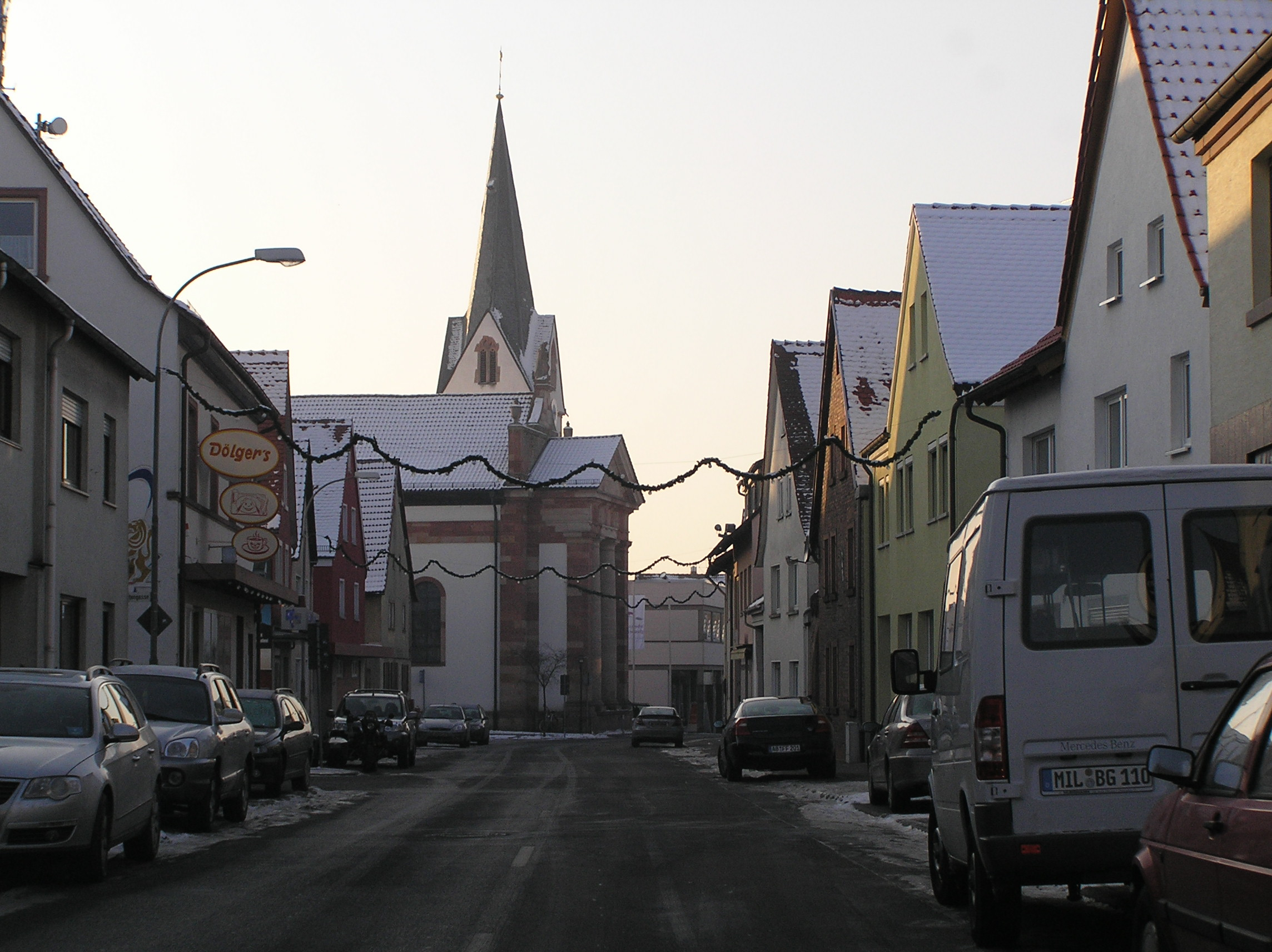
Spessartstraße
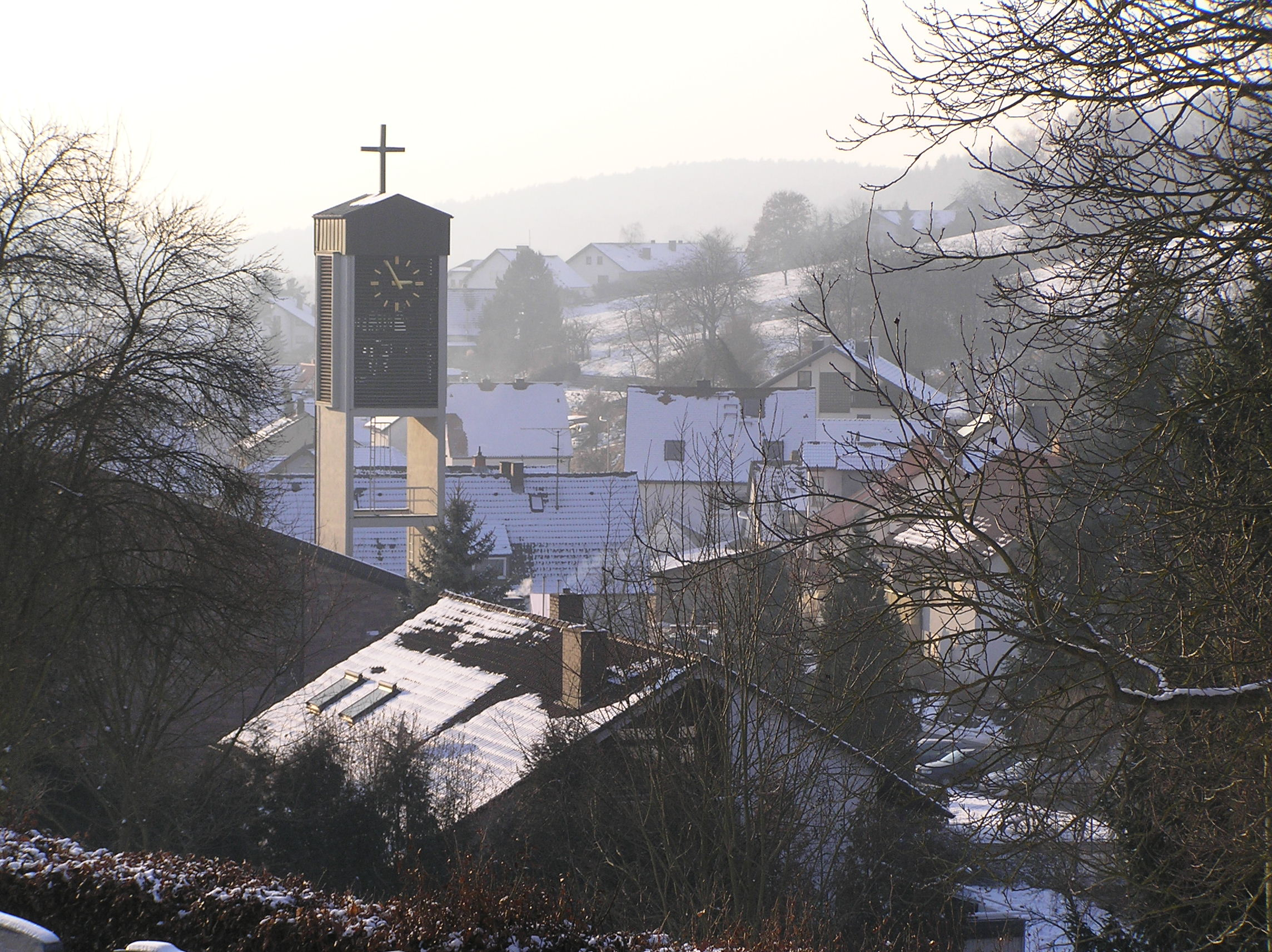
Kirche in Soden
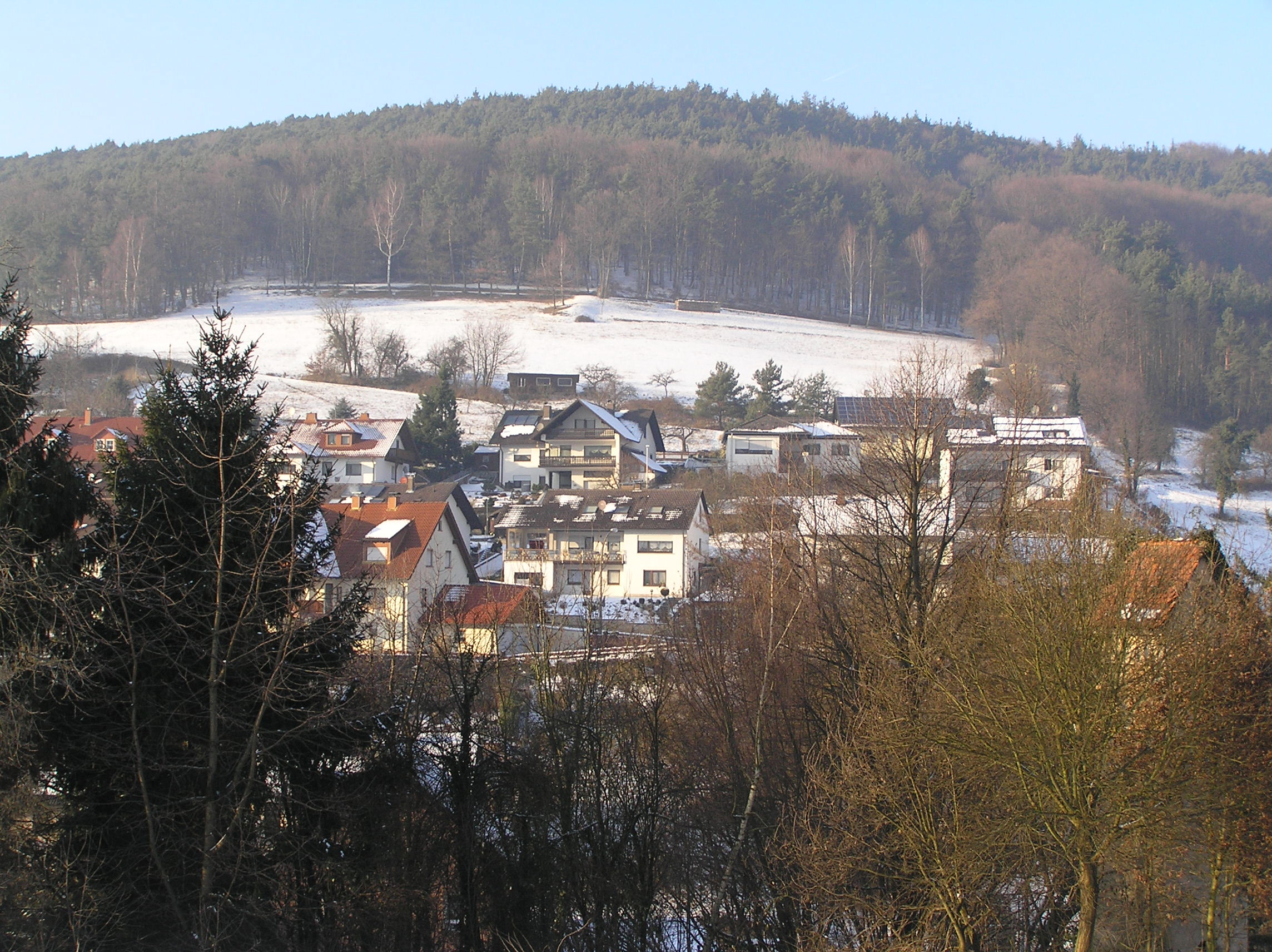
Soden

## Kurioses
Sulzbach
Im Zuge der Niedrig- und der Mittelwasser-Korrektion des Maines wurden Mitte des 19. Jh. Buhnen und Längswerke in das Mainbett gebaut, um den mittleren Wasserstand der Fahrrinne auf 70 bis 90 cm zu erhöhen. Hinter diesen Buhnen entstanden Laichplätze für Fische; auch Muscheln konnten sich dort entwickeln. Die Sulzbacher verfütterten die Mainmuscheln an ihre Schweine. Die Niedernberger haben dazu den Spitznamen/Ortsnecknamen „Määmuschel“ erdacht, und die Sulzbacher konterten mit „Blechkatzen“.
Määmuschel rufts nach Sulzbach rüber,
"Blechern Katz hörst du dann wieder,
Es singts im Dorf ein jeder Fratz:
„Die Nirrenberscher haaße Blechern Katz“.
Dornau
Die Bezeichnung für Hühnereier im Dornauer Dialekt ist „Gaggl“. Diese Bezeichnung kannte man in den umliegenden Ortschaften nicht. So kamen die Dornauer zu ihrem Spitznamen/Ortsnecknamen.